# Oldenburger Kammerchor
Der Oldenburger Kammerchor ist ein gemischter Chor in Oldenburg, der geistliche und weltliche Chorliteratur aufführt.

## Beschreibung
Der Oldenburger Kammerchor wurde 1986 vom Kirchenmusikdirektor Johannes von Hoff gegründet. Zahlreiche Konzerte und Konzertreisen durch mehrere Länder fanden ebenso statt wie Rundfunkproduktionen und CD-Einspielungen. Seit September 2024 steht der Chor unter der Leitung von Ansgar-Kantor Lukas Henke. Er ist seitdem außerdem Kantor und Organist an der Evangelisch-lutherischen St.-Ansgar-Kirche in Oldenburg-Eversten. Hier stehen der Oldenburger Kammerchor, die Ansgari-Kantorei sowie die übrige Kirchenmusik an St. Ansgar unter seiner Leitung.
Der Oldenburger Kammerchor erzielte erste Platzierungen bei den niedersächsischen und deutschen Chorwettbewerben sowie Auszeichnungen bei internationalen Wettbewerben in Riva del Garda (1992, 2011), Budapest (1993), Marktoberdorf (1999), Cork (2003), Tolosa (2007) und Maasmechelen (2013). Außerdem fanden Konzertreisen nach Dänemark, Spanien, Kanada, Belgien, Ecuador und Polen statt.
Zum Repertoire des Chores gehören die großen Oratorien von Bach, Händel und Telemann sowie, neben weiteren oratorischen Werken, die Requiem-Kompositionen von Mozart, Verdi und Brahms. Die Aufführungen dieser Werke erfolgen in Zusammenarbeit mit verschiedenen Solisten und Orchestern, z. B. La Dolcezza unter der Leitung von Veronika Skuplik.
Neben geistlicher und weltlicher A-Cappella-Literatur widmet sich der Oldenburger Kammerchor den Kompositionen des 20. und 21. Jahrhunderts und wurde inzwischen mit einigen Uraufführungen betraut, z. B. mit Chorzyklen von Heinrich Poos und Werken der polnischen Komponisten Jakub Neske und Katarzyna Danel.
Der Oldenburger Kammerchor besteht aus rund 40 Sängerinnen und Sängern, die sich regelmäßig wöchentlich zur Probe treffen.

## Auszeichnungen und Erfolge
- 2017 – Konzerteinladung der Niedersächsischen Landesvertretung in der EU im Dezember 2017, Eglise Notre-Dame du Sablon, Brüssel
- 2015 – Einladung zur Teilnahme am Chorfestival „Musica Sacra“ in Quito, Ecuador
- 2014 – Deutscher Chorwettbewerb Weimar: „Mit sehr gutem Erfolg“ teilgenommen
- 2013 – Niedersächsischer Chorwettbewerb Wolfenbüttel: 1. Preis und Weiterleitung zum Deutschen Chorwettbewerb 2014 in Weimar
- 2013 – Internationaler Chorwettbewerb Maasmechelen/Belgien: 3. Preis
- 2011 – Internationaler Chorwettbewerb Riva del Garda/Italien: 1. Preis
- 2007 – Internationaler Chorwettbewerb Tolosa/Spanien: 4. Preis
- 2003 – Internationaler Chorwettbewerb Cork/Irland: Sonderpreis
- 2002 – Deutscher Chorwettbewerb Osnabrück: 1. Preis
- 2001 – Niedersächsischer Chorwettbewerb: 1. Preis
- 1998 – Deutscher Chorwettbewerb Regensburg: 2. Preis und Sonderpreis Volkslied
- 1997 – Niedersächsischer Chorwettbewerb: 1. Preis
- 1994 – Deutscher Chorwettbewerb Fulda: 4. Preis
- 1993 – Niedersächsischer Chorwettbewerb: 1. Preis
- 1993 – Internationaler Chorwettbewerb Budapest: 1. Preis
- 1992 – Internationaler Chorwettbewerb Riva del Garda: 2. Preis
- 1986 – Niedersächsischer Chorwettbewerb: 2. Preis und Einladung zu Rundfunkaufnahmen